# Piacenza Football Club 2005-2006
Questa pagina raccoglie le informazioni riguardanti il Piacenza Football Club nelle competizioni ufficiali della stagione 2005-2006.

## Stagione
L'opera di ridimensionamento dei costi e ringiovanimento della rosa, iniziata due stagioni prima, prosegue anche nel campionato 2005-2006. L'organico vede la partenza di tutti gli elementi più anziani, sostituiti da giocatori giovani arrivati in prestito, provenienti dalle categorie inferiori o usciti dal vivaio; tra questi vi è Daniele Cacia, autore di 18 reti in campionato e 3 in Copa Italia. Dopo 10 anni, inoltre, torna a disputarsi il derby del Po contro la Cremonese, grazie alla promozione dei grigiorossi dalla Serie C1: la squadra di Iachini si impone in entrambe le partite, fatto che non succedeva dal campionato 1964-1965.
Come nella stagione precedente, la squadra si mantiene in una posizione di centroclassifica per tutto il campionato, nonostante a più riprese si parli dei play-off come possibile obiettivo stagionale, a causa dell'inesperienza della rosa e di una parte finale di stagione costellata di sconfitte. Ottiene 54 punti con il dodicesimo posto in classifica. Nella Coppa Italia che ha cambiato formula, tornando alle eliminazioni direta in partita unica, nei primi tre turni, il Piacenza nel primo turno ha eliminato la Lucchese, nel secondo turno ha superato il Verona, mentre nel terzo turno è stata eliminata dal Napoli.

## Divisa e sponsor
Il fornitore ufficiale di materiale tecnico per la stagione 2005-2006 fu Macron, mentre viene riconfermata Unicef come sponsor principale.
| Prima divisa | Seconda divisa | Terza divisa |

## Organigramma societario
Area direttiva
- Presidente: Fabrizio Garilli
- Vicepresidente: Agostino Guardamagna
- Direttore generale: Maurizio Riccardi
- Responsabile di tutte le aree: Claudio Garzelli[3]
- Responsabile area comunicazione: Sandro Mosca

Area tecnica
- Direttore sportivo: Renzo Castagnini[3]
- Allenatore: Giuseppe Iachini
- Allenatore in 2º: Giuseppe Carillo
- Allenatore dei portieri: Marco Savorani
- Preparatore atletico: Ivano Tito

Area sanitaria
- Medico sociale: dott. Biagio Costantino
- Fisioterapista: Carlo Civetta
- Massaggiatori: Biagio Nogara e Crocino Bonadonna

## Rosa[5]
| N. |                      | Ruolo | Calciatore              |
| -- | -------------------- | ----- | ----------------------- |
| 1  | Italia (bandiera)    | P     | Mario Cassano           |
| 2  | Italia (bandiera)    | D     | Stefano Avogadri        |
| 3  | Italia (bandiera)    | D     | Ruggero Radice          |
| 4  | Italia (bandiera)    | C     | Andrea Maccoppi         |
| 5  | Argentina (bandiera) | D     | Hugo Campagnaro         |
| 6  | Italia (bandiera)    | D     | Samuele Olivi           |
| 7  | Romania (bandiera)   | C     | Bogdan Pătrașcu         |
| 8  | Italia (bandiera)    | C     | Luigi Riccio (capitano) |
| 9  | Italia (bandiera)    | A     | Daniele Cacia           |
| 10 | Italia (bandiera)    | A     | Massimo Ganci           |
| 10 | Belgio (bandiera)    | C     | Radja Nainggolan        |
| 11 | Italia (bandiera)    | D     | Antonio Bocchetti       |
| 13 | Italia (bandiera)    | A     | Daniele Degano          |
| 14 | Italia (bandiera)    | C     | Tommaso Bianchi         |
| 15 | Italia (bandiera)    | D     | Paolo Passera           |
| 16 | Italia (bandiera)    | C     | Luca Rigoni             |
| 17 | Uruguay (bandiera)   | D     | Leonardo Migliónico     |
| 18 | Italia (bandiera)    | A     | Antonio Piccolo         |

| N. |                     | Ruolo | Calciatore          |
| -- | ------------------- | ----- | ------------------- |
| 19 | Italia (bandiera)   | C     | Alessio Stamilla    |
| 20 | Svizzera (bandiera) | C     | Marco Padalino      |
| 21 | Italia (bandiera)   | C     | Marco Stella        |
| 22 | Italia (bandiera)   | P     | Marco Serena        |
| 23 | Italia (bandiera)   | A     | Matteo Cremona      |
| 25 | Italia (bandiera)   | D     | Matteo Abbate       |
| 27 | Italia (bandiera)   | A     | Matteo Girometta    |
| 28 | Italia (bandiera)   | C     | Adriano Panepinto   |
| 29 | Italia (bandiera)   | C     | Giuseppe D'Agostino |
| 32 | Italia (bandiera)   | A     | Francesco Nieto     |
| 32 | Italia (bandiera)   | A     | Massimo Margiotta   |
| 44 | Italia (bandiera)   | C     | Damiano Moscardi    |
| 45 | Italia (bandiera)   | C     | Ignazio Abate       |
| 55 | Italia (bandiera)   | D     | Umberto Gardella    |
| 76 | Italia (bandiera)   | P     | Gabriele Aldegani   |
| 77 | Italia (bandiera)   | C     | Carlo Luisi         |
| 83 | Italia (bandiera)   | D     | Gennaro Sardo       |

## Calciomercato[5]

### Sessione estiva
| Acquisti | Acquisti          | Acquisti      | Acquisti                 |
| R.       | Nome              | da            | Modalità                 |
| -------- | ----------------- | ------------- | ------------------------ |
| P        | Mario Cassano     | Empoli        | comproprietà (150.000 €) |
| C        | Ignazio Abate     | Sampdoria     | prestito                 |
| C        | Damiano Moscardi  | Vicenza       | prestito                 |
| C        | Marco Padalino    | Catania       | comproprietà             |
| C        | Adriano Panepinto | Latina        | fine prestito            |
| C        | Alessio Stamilla  | Sangiovannese | definitivo               |
| A        | Daniele Cacia     | Pistoiese     | fine prestito            |
| A        | Daniele Degano    | Parma         | riscatto                 |
| A        | Jeda              | Catania       | fine prestito            |
| A        | Massimo Margiotta | Vicenza       | prestito                 |
| A        | Antonio Piccolo   | Salernitana   | definitivo               |

| Cessioni | Cessioni           | Cessioni      | Cessioni                 |
| R.       | Nome               | a             | Modalità                 |
| -------- | ------------------ | ------------- | ------------------------ |
| P        | Davide Bagnacani   |               | svincolato               |
| P        | Paolo Orlandoni    | Inter         | svincolato               |
| D        | Umberto Gardella   | Sangiovannese | prestito                 |
| C        | Emanuele D'Anna    | Milan         | riscatto comproprietà    |
| C        | Giorgio Di Vicino  | Ternana       | fine prestito            |
| C        | Carmine Gautieri   |               | rescissione contrattuale |
| C        | Giorgio Lucenti    | Catania       | svincolato               |
| C        | Carlo Luisi        | Pescara       | prestito                 |
| C        | Salvatore Masiello | Palermo       | fine prestito            |
| A        | Luigi Beghetto     |               | rescissione contrattuale |
| A        | Jeda               | Vicenza       | riscatto comproprietà    |
| A        | Francesco Nieto    | Acireale      | prestito                 |
| A        | Simone Pepe        | Palermo       | fine prestito            |

### Sessione invernale
| Acquisti | Acquisti      | Acquisti | Acquisti                          |
| R.       | Nome          | da       | Modalità                          |
| -------- | ------------- | -------- | --------------------------------- |
| P        | Mario Cassano | Empoli   | riscatto comproprietà (350.000 €) |
| C        | Luca Rigoni   | Vicenza  | prestito                          |

| Cessioni | Cessioni          | Cessioni | Cessioni |
| R.       | Nome              | a        | Modalità |
| -------- | ----------------- | -------- | -------- |
| C        | Adriano Panepinto | Südtirol |          |
| A        | Massimo Ganci     | Bari     | prestito |

## Risultati

### Campionato

#### Girone di andata
| Arbitro: | Stefanini (Prato) |

|           |           |              |
| Olivi 37’ | Marcatori | 88’ E. Brevi |

| Arbitro: | Bergonzi (Genova) |

|                                                  |           |  |
| Konko 24’, 75’ Galardo 45+2’ Aldegani 68’ (aut.) | Marcatori |  |

| Arbitro: | Bertini (Arezzo) |

|                                    |           |  |
| Cacia 18’ Campagnaro 35’ Ganci 78’ | Marcatori |  |

| Arbitro: | Rocchi (Firenze) |

|              |           |                                    |
| Gonzalez 76’ | Marcatori | 14’ Riccio 65’ Olivi 80’ Bocchetti |

| Arbitro: | Rodomonti (Roma) |

|                        |           |                             |
| Margiotta 90+3’ (rig.) | Marcatori | 70’ Noselli 83’, 88’ Caridi |

| Arbitro: | Palanca (Roma) |

|                          |           |          |
| Bellucci 26’ Amoroso 82’ | Marcatori | 6’ Sardo |

| Arbitro: | Ciampi (Roma) |

|                  |           |  |
| Ganci 72’ (rig.) | Marcatori |  |

| Arbitro: | Gava (Conegliano) |

|               |           |              |
| Santoruvo 27’ | Marcatori | 45+2’ Degano |

| Piacenza 10 ottobre 2005, ore 20:45 9ª giornata | Piacenza          | 0 – 0 | Rimini | Stadio Leonardo Garilli\| Arbitro: \| Cassarà (Palermo) \| |
| Arbitro:                                        | Cassarà (Palermo) |       |        |                                                            |

| Arbitro: | Romeo (Verona) |

|                            |           |                                |
| Cacia 22’ Ganci 72’ (rig.) | Marcatori | 4’ Ferreira Pinto 79’ Bernacci |

| Arbitro: | M. Mazzoleni (Bergamo) |

|                            |           |           |
| Rosina 3’ (rig.) Muzzi 12’ | Marcatori | 24’ Ganci |

| Arbitro: | Gava (Conegliano) |

|                                            |           |  |
| Cacia 9’ Troise 22’ (aut.) Degano 29’, 59’ | Marcatori |  |

| Arbitro: | Messina (Bergamo) |

|                |           |                         |
| Carparelli 24’ | Marcatori | 6’ Miglionico 26’ Cacia |

| Arbitro: | Racalbuto (Gallarate) |

|                |           |  |
| Cacia 61’, 89’ | Marcatori |  |

| Arbitro: | Saccani (Mantova) |

|               |           |            |
| Milanetto 89’ | Marcatori | 20’ Degano |

| Piacenza 19 novembre 2005, ore 16:00 16ª giornata | Piacenza        | 0 – 0 | Pescara | Stadio Leonardo Garilli\| Arbitro: \| Banti (Livorno) \| |
| Arbitro:                                          | Banti (Livorno) |       |         |                                                          |

| Arbitro: | Ciampi (Roma) |

|            |           |              |
| Miceli 42’ | Marcatori | 56’ Stamilla |

| Arbitro: | Giannoccaro (Lecce) |

|  |           |            |
|  | Marcatori | 55’ Munari |

| Arbitro: | Bergonzi (Genova) |

|                                  |           |                              |
| Godeas 13’ Campagnaro 60’ (aut.) | Marcatori | 28’ Campagnaro 81’ Margiotta |

| Piacenza 17 dicembre 2005, ore 16:00 20ª giornata | Piacenza          | 0 – 0 | Modena | Stadio Leonardo Garilli\| Arbitro: \| Stefanini (Prato) \| |
| Arbitro:                                          | Stefanini (Prato) |       |        |                                                            |

| Arbitro: | Rizzoli (Bologna) |

|                  |           |  |
| Floro Flores 66’ | Marcatori |  |

#### Girone di ritorno
| Arbitro: | Squillace (Catanzaro) |

|                                         |           |             |
| Del Core 85’ De Zerbi 88’ Lucenti 90+2’ | Marcatori | 45+2’ Cacia |

| Arbitro: | Cassarà (Palermo) |

|                                               |           |  |
| F. Rossi 27’ (aut.) M. Padalino 39’ Cacia 43’ | Marcatori |  |

| Arbitro: | Ciampi (Roma) |

|                        |           |               |
| Loria 55’ Zampagna 82’ | Marcatori | 78’ Margiotta |

| Arbitro: | Pantana (Macerata) |

|                        |           |             |
| Stamilla 10’ Olivi 55’ | Marcatori | 25’ Sgrigna |

| Arbitro: | Morganti (Ascoli Piceno) |

|              |           |                  |
| Graziani 89’ | Marcatori | 45’ (rig.) Cacia |

| Arbitro: | De Marco (Chiavari) |

|                |           |             |
| Cacia 71’, 89’ | Marcatori | 78’ Mezzano |

| Arbitro: | Herberg (Messina) |

|                         |           |                             |
| Minelli 26’ Testini 58’ | Marcatori | 75’ Miglionico 90+3’ Degano |

| Arbitro: | Lops (Torino) |

|          |           |            |
| Cacia 5’ | Marcatori | 45’ Pagano |

| Rimini 25 febbraio 2006, ore 16:00 30ª giornata | Rimini          | 0 – 0 | Piacenza | Stadio Romeo Neri\| Arbitro: \| Dattilo (Locri) \| |
| Arbitro:                                        | Dattilo (Locri) |       |          |                                                    |

| Arbitro: | De Marco (Chiavari) |

|                                |           |                              |
| Ficagna 10’ Ferreira Pinto 44’ | Marcatori | 9’ M. Padalino 60’ Margiotta |

| Arbitro: | Messina (Bergamo) |

|                  |           |  |
| Cacia 41’ (rig.) | Marcatori |  |

| Arbitro: | Romeo (Verona) |

|                         |           |           |
| Frick 17’ Dionigi 90+1’ | Marcatori | 43’ Cacia |

| Arbitro: | Racalbuto (Gallarate) |

|                         |           |           |
| Cacia 40’ Bocchetti 86’ | Marcatori | 64’ Amore |

| Arbitro: | Giannoccaro (Lecce) |

|                  |           |            |
| Danilevicius 84’ | Marcatori | 28’ Riccio |

| Arbitro: | Tombolini (Ancona) |

|                              |           |                  |
| Degano 11’ Stamilla 26’, 41’ | Marcatori | 81’ Stankevicius |

| Arbitro: | Squillace (Catanzaro) |

|           |           |  |
| Croce 32’ | Marcatori |  |

| Arbitro: | Stefanini (Prato) |

|                            |           |           |
| Cacia 87’ Miglionico 90+3’ | Marcatori | 76’ Vanin |

| Arbitro: | Bergonzi (Genova) |

|              |           |  |
| Sforzini 72’ | Marcatori |  |

| Arbitro: | Saccani (Mantova) |

|                                     |           |                                           |
| T. Bianchi 23’ Cacia 77’ Degano 88’ | Marcatori | 36’ (rig.), 86’ Eliakwu 43’, 50’ Marchini |

| Arbitro: | De Marco (Chiavari) |

|            |           |  |
| Bucchi 10’ | Marcatori |  |

| Arbitro: | P.S. Mazzoleni (Bergamo) |

|                      |           |                               |
| Cacia 37’ Riccio 88’ | Marcatori | 7’, 76’ Adeshina 70’ Antonini |

### Coppa Italia

#### Turni ad eliminazione diretta
| Arbitro: | Rizzoli (Bologna) |

|           |           |                       |
| Nardi 19’ | Marcatori | 68’ Riccio 115’ Cacia |

| Arbitro: | Paparesta (Bari) |

|                  |           |               |
| Cacia 66’, 90+1’ | Marcatori | 89’ Teodorani |

| Arbitro: | Palanca (Roma) |

|            |           |  |
| Sosa 90+1’ | Marcatori |  |

## Statistiche

### Statistiche di squadra[24]
| Competizione | Punti | Totale | Totale | Totale | Totale | Totale | Totale | DR |
| Competizione | Punti | G      | V      | N      | P      | Gf     | Gs     | DR |
| ------------ | ----- | ------ | ------ | ------ | ------ | ------ | ------ | -- |
| Serie B      | 54    | 42     | 13     | 15     | 14     | 56     | 52     | +4 |
| Coppa Italia |       | 3      | 2      | 0      | 1      | 4      | 3      | +1 |
| Totale       | -     | 45     | 15     | 15     | 15     | 60     | 55     | +5 |

### Statistiche dei giocatori[5]
| Giocatore     | Serie B  | Serie B | Coppa Italia | Coppa Italia | Totale   | Totale |
| Giocatore     | Presenze | Reti    | Presenze     | Reti         | Presenze | Reti   |
| ------------- | -------- | ------- | ------------ | ------------ | -------- | ------ |
| I. Abate      | 13       | 0       | -            | -            | 13       | 0      |
| M. Abbate     | 8        | 0       | 0            | 0            | 8        | 0      |
| G. Aldegani   | 17       | -17     | 1            | -1           | 18       | -18    |
| S. Avogadri   | 2        | 0       | 0            | 0            | 2        | 0      |
| T. Bianchi    | 4        | 1       | 0            | 0            | 4        | 1      |
| A. Bocchetti  | 37       | 2       | 3            | 0            | 40       | 2      |
| D. Cacia      | 37       | 18      | 3            | 3            | 40       | 21     |
| H. Campagnaro | 31       | 2       | 3            | 0            | 34       | 2      |
| M. Cassano    | 26       | -35     | 2            | -2           | 28       | -37    |
| M. Cremona    | 2        | 0       | 0            | 0            | 2        | 0      |
| D. Degano     | 34       | 7       | 3            | 0            | 37       | 7      |
| M. Ganci      | 23       | 4       | 2            | 0            | 25       | 4      |
| M. Girometta  | 4        | 0       | 0            | 0            | 4        | 0      |
| C. Luisi      | 0        | 0       | 2            | 0            | 2        | 0      |
| A. Maccoppi   | 1        | 0       | 1            | 0            | 2        | 0      |
| M. Margiotta  | 34       | 4       | -            | -            | 34       | 4      |
| L. Miglionico | 30       | 3       | 0            | 0            | 30       | 3      |
| D. Moscardi   | 23       | 0       | -            | -            | 23       | 0      |
| R. Nainggolan | 1        | 0       | 0            | 0            | 1        | 0      |
| F. Nieto      | 0        | 0       | 2            | 0            | 2        | 0      |
| S. Olivi      | 34       | 3       | 3            | 0            | 37       | 3      |
| M. Padalino   | 33       | 2       | 2            | 0            | 35       | 2      |
| A. Panepinto  | 0        | 0       | 1            | 0            | 1        | 0      |
| B. Patrascu   | 34       | 0       | 2            | 0            | 36       | 0      |
| A. Piccolo    | 4        | 0       | -            | -            | 4        | 0      |
| R. Radice     | 13       | 0       | 3            | 0            | 16       | 0      |
| L. Riccio     | 39       | 3       | 3            | 1            | 42       | 4      |
| L. Rigoni     | 9        | 0       | -            | -            | 9        | 0      |
| G. Sardo      | 31       | 1       | 3            | 0            | 34       | 1      |
| A. Stamilla   | 34       | 4       | -            | -            | 34       | 4      |
| M. Stella     | 23       | 0       | 3            | 0            | 26       | 0      |